# За неподчинението и други есета
За неподчинението и други есета (на английски: On Disobedience and other essays) е книга написана от психолога и социален философ Ерих Фром. Публикувана е през 1981 година от ХарпърКолинс. Книгата съдържа сбор от четири предишни публикувани есета.
- Неподчинението като психологически и морален проблем първоначално се появява в книгата на Клара Ъркухарт „Въпрос на живот“, A matter of Life, 1963
- Пророци и свещеници първоначално появила се в книгата на Ралф Шонман, Бертранд Ръсел, Философ на столетието: Есета в негова чест, Bertrand Russell, Philosopher of the Century: Essays in His Honour, 1967
- Възможно ли е царството човешко и Хуманистичен социализъм, първоначално се появява в книгата на Ерих Фром „Възможно ли е царството човешко: Социалистически манифест и програма“, Let Man Prevail: A Socialist Manifesto and Program, 1960